# Atsumi Tanezaki
Atsumi Tanezaki (種 﨑 敦 美?, Tanezaki Atsumi; Prefettura di Ōita, 27 settembre 1990) è una doppiatrice giapponese precedentemente affiliata a Toritori Office.
È celebre per la aver dato voce a molti personaggi noti, appartenenti al mondo degli anime e dei videogiochi, tra cui Anya Forger in Spy × Family, Frieren in Frieren - Oltre la fine del viaggio, Rio Futaba in Seishun buta yarō e Chise Hatori in The Ancient Magus Bride.

## Biografia
Come dichiarato durante un'intervista, da bambina è stata ispirata dal mondo della recitazione guardando Sailor Moon. Ha frequentato il liceo nella prefettura di Ōita e dopo il diploma ha svolto un lavoro part-time che è stato di grande impatto per la sua successiva carriera da doppiatrice. Sempre nell'intervista ha affermato che le sue doppiatrici preferite sono Miyuki Sawashiro e Mayumi Tanaka. 
La sua opportunità si è concretizzata durante un concerto per i fan di Junko Iwao. Dopo averle espresso il desiderio di diventare una doppiatrice, Iwao le ha risposto che non vedeva l'ora di poter lavorare con lei. 
Si è sposata il 2 ottobre 2023 con il doppiatore Yu Miyazaki. 

## Premi e riconoscimenti
Nel 2020 Atsumi Tanezaki ha vinto il premio come miglior attrice non protagonista al 14° Seiyu Awards. Nel 2023, ha ricevuto il premio come miglior attore non protagonista e il premio come miglior attore protagonista al 17° Seiyu Awards.
Nel 2024 ha vinto il 46° Anime Grand Prix come doppiatore più popolare dell'anno.

## Doppiaggio

### Videogiochi
- Granblue Fantasy, Vikala, Kai Ijūin (2014)
- Xenoblade Chronicles 2, Agate (2017)
- Nora, Princess, and Stray Cat, Yuuki Asuhara (2017)
- 13 Sentinels: Aegis Rim, Iori Fuyusaka, Chihiro Morimura (2019)
- Final Fantasy XIV: Endwalker, Meteion (2021)
- Overwatch, Orisa (2022)
- Xenoblade Chronicles 3, Ethel (2022)
- Star Ocean: The Divine Force, Elena (2022)
- Zenless Zone Zero, Anby Demara (2024)

### Serie animate
- 2012 - My Little Monster (Asako Natsume)
- 2012 - Atchi kotchi (studentessa)
- 2013 - Kamisama Kiss (Tanuko)
- 2013 - Da Capo III (Jill Hathaway)
- 2013 - Day Break Illusion (Itsuki Tendo, Mutsumi Tendo, Nanase Tendo)
- 2013 - DD Hokuto no Ken
- 2013 - Glitter Force Doki Doki (studentessa, membro del club)
- 2013 - Mack, ma che principe sei? (Kawaikoharu, Arumi)
- 2013 - Samurai Flamenco (maid)
- 2013 - Silver Spoon (Minami Kitamachi, annunciatrice)
- 2013 - WataMote (studentessa)
- 2014 - Daitoshokan no Hitsujikai (Nagi Kodachi)
- 2014 - Hōzuki no Reitetsu (Karashi)
- 2014 - Ushinawareta Mirai o Motomete (Yaeko Azuma)
- 2014 - Kaito Kid (Keiko Momoi)
- 2014 - Noragami (Regalia, Touma)
- 2014 - Terror in Resonance (Lisa Mishima)
- 2014 - Tribe Cool Crew (Ayumu Itou)
- 2014 - Sekai seifuku: bōryaku no Zvezda (Comandante Shabadaba)
- 2014 - Wolf Girl & Black Prince (Miho)
- 2015 - Death Parade (Mayu Arita)
- 2015 - Durarara!!x2 Shou (Emilia, Yuigadokusonmaru)
- 2015 - Gangsta. (Mikhail)
- 2015 - Monster Musume (Lilith)
- 2015 - Seraph of the End (Sayuri Hanayori)
- 2015 - The Perfect Insider (Moe Nishinosono)
- 2016 - Kaitō Jōkā (Hosshii)
- 2016 - High School Fleet (Mei Irizaki)
- 2016 - Mob Psycho 100 (Tome Kurata)
- 2016 - Servamp (Otogiri)
- 2016 - Keijo!!!!!!!! (Ayase Kurogiri)
- 2016 - Sound! Euphonium (Mizore Yoroizuka)
- 2017 - A Centaur's Life (Chigusa Mitama, Chinami Mitama, Chiho Mitama)
- 2017 - Blend S (Miu Amano)
- 2017 - Hōseki no Kuni (Neptunite)
- 2017 - Nora, Princess, and Stray Cat (Yuuki Asuhara)
- 2017 - The Ancient Magus Bride (Chise Hatori)
- 2018 - Double Decker! Doug & Kirill (Yuri Fujishiro)
- 2018 - Gakuen babysitters (Kazuma Mamizuka)
- 2018 - Nobunaga no Shinobi (Chiyome Mochizuki)
- 2018 - How Not to Summon a Demon Lord (Klem)
- 2018 - Harukana receive (Claire Thomas)
- 2018 - Seishun buta yarō (Rio Futaba)
- 2019 - Bakugan Battle Planet (Veronica Venegas)
- 2019 - Beastars (Juno)
- 2019 - Circlet Princess (Chikage Fujimura)
- 2019 - Fairy Gone (Lily Heineman)
- 2019 - Fruits Basket (Arisa Uotani)
- 2019 - Granbelm (Shingetsu Ernesta Fukami)
- 2019 - Kandagawa Jet Girls (Minato Tsuruno)
- 2019 - Kono oto tomare!: Sounds of Life (Satowa Hōzuki)
- 2019 - Val × Love (Skuld)
- 2019 - W'z (Hana)
- 2020 - A Certain Scientific Railgun (Ryouko Kuriba)
- 2020 - Bakugan: Armored Alliance (Veronica Venegas)
- 2020 - Dragon Quest: L'avventura di Dai (Dai)
- 2020 - Fire Force (La donna in nero)
- 2020 - Monster Girl Doctor (Skadi Dragenfelt)
- 2020 - Shadowverse (Kai Ijūin)
- 2021 - Demon Slayer - Kimetsu no yaiba (Hinatsuru)
- 2021 - Dr. Stone (Nikki Hanada)
- 2021 - HoriMiya (Miki Yoshikawa)
- 2021 - Joran: The Princess of Snow and Blood (Rinko Takemichi)
- 2021 - Mi sono reincarnato in uno slime (Mjurran)
- 2021 - The Irregular at Magic High School (Shiori Kanō)
- 2021 - The Promised Neverland (Mujika)
- 2021 - Vivy: Fluorite Eye's Song (Vivy)
- 2022 - Arknights: Prelude to Dawn (Dobermann)
- 2022 - Beast Tamer (Leanne)
- 2022 - My Dress-Up Darling (Sajuna Inui / Juju)
- 2022 - Yoru wa Neko to Issho (Pi-chan)
- 2022 - Princess Connect! Re:Dive (Chloe)
- 2022 - Ikkitousen (Asaemon Yamada)
- 2022 - Shine Post (Eiko Kikuchi)
- 2022 - Spy × Family (Anya Forger)
- 2022 - Yūkoku no Moriāti (Luke)
- 2023 - Dead Mount Death Play (Lisa Kuraki)
- 2023 - Frieren - Oltre la fine del viaggio (Frieren)
- 2023 - Heavenly Delusion (Aoshima)
- 2023 - Jitsu wa Ore, Saikyō deshita? (Charlotte Zenfis)
- 2023 - Konyaku Haki Sareta Reijō o Hirotta Ore ga, Ikenai Koto o Oshiekomu (Lü)
- 2023 - Me & Roboco (Chizuru Mifune)
- 2023 - My Clueless First Friend (Yukiko Takada)
- 2023 - My Hero Academia (Kaina Tsutsumi / Lady Nagant)
- 2023 - Nier: Automata Ver1.1a (Lily)
- 2023 - Il monologo della speziale (Gyokuyō)
- 2023 - The Dangers in My Heart (Serina Yoshida)
- 2023 - The Iceblade Sorcerer Shall Rule the World (Lydia Ainsworth)
- 2023 - Tomo-chan Is a Girl! (Ogawa)
- 2023 - Under Ninja (Suzuki)
- 2023 - Yomawari Neko (Jūrō)
- 2023 - Meitantei Conan - Kurogane no submarine (Naomi Argento)
- 2024 - Days with My Stepsister (Kaho Fujinami)
- 2024 - Four Knights of the Apocalypse (Isolde)
- 2024 - Too Many Losing Heroines! (Koto Tsukinoki)
- 2024 - Unnamed Memory (Tinasha)
- 2024 - Wonderful Pretty Cure! (Iroha Inukai / Cure Friendy)
- 2024 - Terminator Zero (Kokoro)
- 2025 - Dekin no Mogura (Kyōko Nekozuku)
- 2025 - Farmagia (Lookie-Loo)
- 2025 - Mashin Creator Wataru (Kakeru Amabe / Uzume)
- 2025 - Once Upon a Witch's Death (ragazza misteriosa)
- 2025 - Il movimento della Terra (Albert Brudzewski)
- 2025 - Secrets of the Silent Witch (Isabel Norton)

### Film anime
- 2013 - Persona 3 the Movie - 1: Spring of Birth (Natsuki Moriyama)
- 2016 - Sound! Euphonium: The Movie – Welcome to the Kitauji High School Concert Band
- 2016 - Pop in Q (Konatsu Tomodate)
- 2017 - Fireworks - Vanno visti di lato o dal basso? (Reporter)
- 2018 - Servamp: Alice in the Garden (Otogiri)
- 2018 - Liz e l'uccellino azzurro (Mizore Yoroizuka)
- 2018 - Yo-kai Watch: Forever Friends (Jack Cobbler)
- 2019 - Grisaia no kajitsu - the Animation (Murasaki)
- 2019 - Seishun buta yarō wa yumemiru shōjo no yume o minai (Rio Futaba)
- 2019 - A te che conosci l'azzurro del cielo - Her Blue Sky (Chika Ōtaki)
- 2020 - High School Fleet: The Movie (Mei Irizaki)
- 2021 - Mobile Suit Gundam: Hathaway's flash (Mace Flower)
- 2023 - Seishun Buta Yarō wa Odekake Sister no Yume o Minai (Rio Futaba)
- 2023 - Meitantei Conan - Kurogane no submarine (Naomi Argento)
- 2023 - Eiga Pretty Cure All Stars F (Puka / Cure Puka)
- 2023 - Kitarō Tanjō: Gegege no Nazo (Sayo Ryūga)
- 2023 - Spy × Family - Code: White (Anya Forger)
- 2024 - Dead Dead Demon's Dededededestruction (Kiho Kurihara)
- 2024 - Mobile Suit Gundam: Silver Phantom (protagonista)
- 2024 - Wonderful Pretty Cure! The Movie! - Dokidoki game no sekai de daibōken! (Iroha Inukai / Cure Friendy)
- 2025 - Make a Girl (Numero 0)
- 2025 - Doraemon - Il film: Nobita e il racconto del mondo della pittura (Milo)
- 2025 - Mononoke the Movie: The Ashes of Rage (Sachiko)